# Grand Prix Francji 1964
Grand Prix Francji 1964 (oryg. Grand Prix de l’ACF) – 4. runda Mistrzostw Świata Formuły 1 w sezonie 1964, która odbyła się 28 czerwca 1964, po raz 4. na torze Rouen-Les-Essarts.
50. Grand Prix Francji, 14. zaliczane do Mistrzostw Świata Formuły 1.

## Wyniki

### Kwalifikacje
Źródło: statsf1.com
| P  | Nr | Kierowca            | Konstruktor(-silnik) | Opony | Czas   | Odstęp | Strata | Poz.s. |
| -- | -- | ------------------- | -------------------- | ----- | ------ | ------ | ------ | ------ |
| 1  | 2  | Jim Clark           | Lotus-Climax         | D     | 2:09,6 | –      | –      | 1      |
| 2  | 22 | Dan Gurney          | Brabham-Climax       | D     | 2:10,1 | +0,5   | +0,5   | 2      |
| 3  | 24 | John Surtees        | Ferrari              | D     | 2:11,1 | +1,0   | +1,5   | 3      |
| 4  | 4  | Peter Arundell      | Lotus-Climax         | D     | 2:11,6 | +0,5   | +2,0   | 4      |
| 5  | 20 | Jack Brabham        | Brabham-Climax       | D     | 2:11,8 | +0,2   | +2,2   | 5      |
| 6  | 8  | Graham Hill         | BRM                  | D     | 2:12,1 | +0,3   | +2,5   | 6      |
| 7  | 12 | Bruce McLaren       | Cooper-Climax        | D     | 2:12,4 | +0,3   | +2,8   | 7      |
| 8  | 26 | Lorenzo Bandini     | Ferrari              | D     | 2:12,8 | +0,4   | +3,2   | 8      |
| 9  | 10 | Richie Ginther      | BRM                  | D     | 2:13,9 | +1,1   | +4,3   | 9      |
| 10 | 14 | Phil Hill           | Cooper-Climax        | D     | 2:14,5 | +0,6   | +4,9   | 10     |
| 11 | 16 | Innes Ireland       | BRP-BRM              | D     | 2:14,8 | +0,3   | +5,2   | 11     |
| 12 | 18 | Trevor Taylor       | BRP-BRM              | D     | 2:14,9 | +0,1   | +5,3   | 12     |
| 13 | 36 | Mike Hailwood       | Lotus-BRM            | D     | 2:16,2 | +1,3   | +6,6   | 13     |
| 14 | 34 | Chris Amon          | Lotus-BRM            | D     | 2:16,4 | +0,2   | +6,8   | 14     |
| 15 | 32 | Bob Anderson        | Brabham-Climax       | D     | 2:16,9 | +0,5   | +7,3   | 15     |
| 16 | 36 | Peter Revson        | Lotus-BRM            | D     | 2:18,5 | +1,6   | +8,9   | NW     |
| 17 | 28 | Maurice Trintignant | BRM                  | D     | 2:21,5 | +3,0   | +11,9  | 16     |
| 18 | 30 | Jo Siffert          | Brabham-BRM          | D     | 2:23,6 | +2,1   | +14,0  | 17     |
| P  | Nr | Kierowca            | Konstruktor(-silnik) | Opony | Czas   | Odstęp | Strata | Poz.s. |

### Wyścig
Źródła: statsf1.com
| P                                                     | + / –     | Nr | Kierowca            | Konstruktor    | Opony | Okr. | Czas / Strata | Komentarz                           |
| ----------------------------------------------------- | --------- | -- | ------------------- | -------------- | ----- | ---- | ------------- | ----------------------------------- |
| 1                                                     | 1         | 22 | Dan Gurney          | Brabham-Climax | D     | 57   | 2:07:49,1     |                                     |
| 2                                                     | 4         | 8  | Graham Hill         | BRM            | D     | 57   | +24,1         |                                     |
| 3                                                     | 2         | 20 | Jack Brabham        | Brabham-Climax | D     | 57   | +24,9         |                                     |
| 4                                                     | Bez zmian | 4  | Peter Arundell      | Lotus-Climax   | D     | 57   | +1:10,6       |                                     |
| 5                                                     | 4         | 10 | Richie Ginther      | BRM            | D     | 57   | +2:12,1       |                                     |
| 6                                                     | 1         | 12 | Bruce McLaren       | Cooper-Climax  | D     | 56   | +1 okr.       |                                     |
| 7                                                     | 3         | 14 | Phil Hill           | Cooper-Climax  | D     | 56   | +1 okr.       |                                     |
| 8                                                     | 5         | 36 | Mike Hailwood       | Lotus-BRM      | D     | 56   | +1 okr.       |                                     |
| 9                                                     | 1         | 26 | Lorenzo Bandini     | Ferrari        | D     | 55   | +2 okr.       |                                     |
| 10                                                    | 4         | 34 | Chris Amon          | Lotus-BRM      | D     | 53   | +4 okr.       |                                     |
| 11                                                    | 5         | 28 | Maurice Trintignant | BRM            | D     | 52   | +5 okr.       |                                     |
| 12                                                    | 3         | 32 | Bob Anderson        | Brabham-Climax | D     | 50   | +7 okr.       |                                     |
| Niesklasyfikowani                                     |           |    |                     |                |       |      |               |                                     |
|                                                       |           | 16 | Innes Ireland       | BRP-BRM        | D     | 32   | +25 okr.      | poślizg                             |
|                                                       |           | 2  | Jim Clark           | Lotus-Climax   | D     | 31   | +26 okr.      | silnik                              |
|                                                       |           | 24 | John Surtees        | Ferrari        | D     | 6    | +51 okr.      | silnik                              |
|                                                       |           | 18 | Trevor Taylor       | BRP-BRM        | D     | 6    | +51 okr.      | wypadek                             |
|                                                       |           | 30 | Jo Siffert          | Brabham-BRM    | D     | 4    | +53 okr.      | sprzęgło                            |
| Nie wystartowali / niedopuszczeni do ponownego startu |           |    |                     |                |       |      |               |                                     |
|                                                       |           | 36 | Peter Revson        | Lotus-BRM      | D     | 0    |               | samochód prowadzony przez Hailwooda |
| P                                                     | + / –     | Nr | Kierowca            | Konstruktor    | Opony | Okr. | Czas / Strata | Komentarz                           |

### Najszybsze okrążenie
Źródło: statsf1.com
| Nr | Kierowca     | Konstruktor    | Czas   | Okr. |
| -- | ------------ | -------------- | ------ | ---- |
| 20 | Jack Brabham | Brabham-Climax | 2:11,4 | 44   |

### Prowadzenie w wyścigu
Źródło: statsf1.com
| Nr                              | Kierowca   | Konstruktor    | Okrążenia | Suma |
| ------------------------------- | ---------- | -------------- | --------- | ---- |
| 2                               | Jim Clark  | Lotus-Climax   | 1-30      | 30   |
| 22                              | Dan Gurney | Brabham-Climax | 31-57     | 27   |
| \| Wykres \| \| ------ \| \| \| |            |                |           |      |
| Wykres                          |            |                |           |      |
|                                 |            |                |           |      |

## Klasyfikacja po wyścigu
Pierwsza szóstka otrzymywała punkty według klucza 9-6-4-3-2-1. Liczone było tylko 6 najlepszych wyścigów danego kierowcy.
Uwzględniono tylko kierowców, którzy zdobyli jakiekolwiek punkty
| P  | +/− | Kierowca       | Starty | Punkty | P1 | P2 | P3 | PP | NO | NS |
| -- | --- | -------------- | ------ | ------ | -- | -- | -- | -- | -- | -- |
| 1  | 0   | Jim Clark      | 4      | 21     | 2  | –  | –  | 2  | 1  | 1  |
| 2  | 0   | Graham Hill    | 4      | 20     | 1  | 1  | –  | –  | 1  | –  |
| 3  | 0   | Richie Ginther | 4      | 11     | –  | 1  | –  | –  | –  | –  |
| 4  | 0   | Peter Arundell | 4      | 11     | –  | –  | 2  | –  | –  | –  |
| 5  | +7  | Dan Gurney     | 4      | 10     | 1  | –  | –  | 2  | 1  | 2  |
| 6  | +1  | Jack Brabham   | 4      | 8      | –  | –  | 2  | –  | 1  | 2  |
| 7  | −2  | Bruce McLaren  | 4      | 7      | –  | 1  | –  | –  | –  | 1  |
| 8  | −2  | John Surtees   | 4      | 6      | –  | 1  | –  | –  | –  | 3  |
| 9  | −1  | Jo Bonnier     | 3      | 2      | –  | –  | –  | –  | –  | 1  |
| 10 | −1  | Chris Amon     | 3      | 2      | –  | –  | –  | –  | –  | 1  |
| 11 | −1  | Bob Anderson   | 3      | 1      | –  | –  | –  | –  | –  | –  |
| 12 | −1  | Mike Hailwood  | 4      | 1      | –  | –  | –  | –  | –  | –  |
| P  | +/− | Kierowca       | Starty | Punkty | P1 | P2 | P3 | PP | NO | NS |

### Konstruktorzy
Tylko jeden, najwyżej uplasowany kierowca danego konstruktora, zdobywał dla niego punkty. Również do klasyfikacji zaliczano 6 najlepszych wyników.
| P                 | +/− | Konstruktor     | Starty | Punkty | P1 | P2 | P3 | PP | NO | NS |
| ----------------- | --- | --------------- | ------ | ------ | -- | -- | -- | -- | -- | -- |
| 1                 | 0   | Lotus-Climax    | 8      | 25     | 2  | –  | 2  | 2  | 1  | 1  |
| 2                 | 0   | BRM             | 12     | 21     | 1  | 2  | –  | –  | 1  | 1  |
| 3                 | +2  | Brabham-Climax  | 11     | 14     | 1  | –  | 2  | 2  | 2  | 4  |
| 4                 | −1  | Cooper-Climax   | 9      | 9      | –  | 1  | –  | –  | –  | 2  |
| 5                 | −1  | Ferrari         | 8      | 6      | –  | 1  | –  | –  | –  | 5  |
| 6                 | 0   | Lotus-BRM       | 8      | 3      | –  | –  | –  | –  | –  | 2  |
| Niesklasyfikowani |     |                 |        |        |    |    |    |    |    |    |
|                   |     | BRP-BRM         | 5      | 0      | –  | –  | –  | –  | –  | 3  |
|                   |     | Brabham-BRM     | 5      | 0      | –  | –  | –  | –  | –  | 3  |
|                   |     | Scirocco-Climax | 1      | 0      | –  | –  | –  | –  | –  | 1  |
|                   |     | Porsche         | 1      | 0      | –  | –  | –  | –  | –  | 1  |
| P                 | +/− | Kierowca        | Starty | Punkty | P1 | P2 | P3 | PP | NO | NS |